# Somatochlora graeseri
 Somatochlora graeseri  ist eine Libellenart aus der Familie der Falkenlibellen (Corduliidae), die zu den Großlibellen (Anisoptera) gehören. Sie ist in Asien von Japan bis zum Ural verbreitet.

## Merkmale

### Merkmale der Imago
Die Libellen sind mittelgroß, das Abdomen der Männchen hat eine Länge von 33 bis 38 Millimeter, das der Weibchen von 34 bis 35 Millimeter. Der Körper ist grünlich-schwarz gefärbt mit einem behaarten, leuchtend metallisch grünen Thorax ohne gelbe Flecken und einem schwarzen Abdomen. Die Stirn (Frons) besitzt beidseitig je einen gelben Fleck.
Die Vorderflügel besitzen zwischen der Cubital- und der Analader eine Querader. Insbesondere bei den Weibchen ist die Flügelfärbung variabel. Bei ihnen kann die Flügelbasis farblos transparent oder mit einer schwachen gelblichen Grundfärbung, die bis zu einem Drittel der Flügelfläche einnehmen kann, gefärbt sein. Das mattschwarze Abdomen der Männchen zeigt am 2.  einen kleinen und am 3. Segment einen größeren gelben Seitenfleck.  Die Cerci des Männchens sind doppelt so lang wie das 10. Segment und seitlich und unterseits stark ausgebuchtet. Die Subgenitalplatte des Weibchens ist breit und distal abgerundet, sie ist etwa so lang wie das 9. Abdominalsegment.

### Merkmale der Larven
Die ausgewachsene Larve und die Exuvie erreichen eine Länge von etwa 19 Millimetern und ähneln denen der Glänzenden Smaragdlibelle (Somatochlora metallica). Die Larve besitzt Rückendornen auf den Segmenten S4 bis S9, wobei die Dornen auf dem 3. Segment fehlen oder nur angedeutet und auf dem 4. Segment klein ausgebildet sind, Seitendornen existieren am 8. und 9. Segment. Die Analpyramide ist kurz.

## Verbreitung und Lebensraum
Somatochlora graeseri hat ein sehr großflächiges asiatisches Verbreitungsgebiet sowie einzelne isolierte Vorkommen bis zur Ostgrenze Europas im Südlichen Ural im Bereich der Belaja in Baschkortostan reicht. Das Hauptverbreitungsgebiet reicht vom Jenissei und dem Altai bis nach Ostasien in Japan bis in den äußersten Osten Hokkaidōs und schließt Kamtschatka, Sachalin und die Kurilen ein. Im Bereich des Westsibirischen Tieflands weist sie eine große Verbreitungslücke auf, sie fehlt in der gut untersuchten Provinz Nowosibirsk und in der Mongolei, wurde jedoch südlich davon in der Republik Tuwa in Südsibirien, im Südosten Russisch-Transbaikaliens sowie in Nordost-China und im Norden Koreas nachgewiesen.
Die Libelle lebt in Japan im Bereich kühler Sümpfe und schattiger Kleingewässer, während sie in Sibirien sowohl im Bereich stehender, wie langsam fließender Gewässer in Wald-, Wiesen- und Gebirgsregionen vorkommt. Im Altai sind Fundorte in über 2.000 Metern Höhe bekannt.

## Lebensweise
Die Flugzeit der Libelle ist sehr stark abhängig von der Beobachtungsregion. So fliegt sie im Ural zwischen Mai und August während sie im Altai erst zwischen Juli und August fliegt.